# 情報処理技術者能力認定試験
情報処理技術者能力認定試験（じょうほうしょりぎじゅつしゃのうりょくにんていしけん）は、株式会社サーティファイの一部門である情報処理能力認定委員会（旧・日本情報処理教育普及協会）が実施している、民間の検定試験である。

国家試験の情報処理技術者試験と区別するために、「サーティファイ情報処理検定」などと呼ばれることもある。
この項目では、かつて実施されていたシスアド技術者能力認定試験についても解説する。

## 概要
1983年より実施されている。主に将来プログラマやシステムエンジニアなどを志望し、情報処理業界への就職・転職を目指す者を対象としている。

他のサーティファイの検定試験と同様に専門学校生の受験者が多いが、受験資格は特に設定されておらず、学歴・年齢関係なく誰でも受験できる。

情報処理技術者能力認定試験の1級および2級は、実務能力認定機構（ACPA）の検定試験認証を取得しており、民間検定でありながら公益性が比較的高い試験となっている。

また、本検定は国家資格である基本情報技術者試験（旧・第二種情報処理技術者試験）への登竜門でもあり、前哨戦として受験する者も多い。

## 各級の基準
本検定では、1級 - 3級の3つが用意されている。
1級
コンピュータの知識及びシステム開発の基礎知識を有し、プログラム設計とともに、プログラムの作成ができる中級程度の情報処理技術を有する。

サーティファイが実施する検定試験の中では最難関の部類であり、難易度は基本情報技術者試験とほぼ同等程度か、それ以上とされている（ただし基本情報技術者試験より問題数は少なく、試験時間も短い。）
2級
コンピュータの知識及びシステム開発の基礎知識を有し、プログラム設計とともに、プログラムの作成ができる初級程度の情報処理技術を有する。

難易度は基本情報技術者試験より少し易しい。また、基本情報技術者試験の前哨戦として受験する者も多い。
3級
大学・短期大学・専修学校・高等学校・企業等で専門学習を行った者で、コンピュータの基礎知識を有する。

難易度はITパスポート試験とほぼ同等程度である（ただし出題範囲はITパスポート試験よりやや狭い。）

## 試験方式
筆記試験である。1級および2級は第1部と第2部の2科目を、3級では第1部のみを受験する。いずれの試験も多岐選択式・マークシート方式である。

### 第1部
- 問題数はどの級も50問である。
- 試験時間は1級および2級では90分、3級では75分である。
- 基本情報技術者試験の午前試験に近い形式である。（ただし基本情報技術者試験は試験時間150分と長く、問題数も80問と多い。）
- 基礎理論（数学を含む）・コンピュータシステム・データベース・ネットワーク・セキュリティ・開発技術・プロジェクトマネジメント・サービスマネジメント・ストラテジ系（経営戦略・システム戦略・企業活動・法務）など幅広い範囲から出題される。
  - 2019年度第2回（9月）試験より、数学に関する内容（線形代数・確率・統計など）の出題が強化されている。
  - ただし3級ではデータベース・マネジメント系は出題されない。ストラテジ系もほとんど出題されない。

### 第2部
- 1級および2級で実施される。3級では実施されない。
- 1級・2級ともに試験時間は90分。
- 基本情報技術者試験の午後試験に近い形式である。（ただし基本情報技術者試験は試験時間が長く、問題数も多い。）
- 2019年度第3回（2020年1月）試験より、プログラミングの選択問題にPythonが追加される[6]。

1級第2部の出題範囲
問1の「情報セキュリティ」および問5の「データ構造及びアルゴリズム」は必須である。
問2 - 問4は、3問中1問を選択して解答する。
問6 - 問10のプログラミングに関する問題については、5問中1問を選択する。
- 問1：情報セキュリティ（必須解答）
- 問2・問3：「ソフトウェア・ハードウェア」・「データベース」・「ネットワーク」・「ソフトウェア設計」のいずれかから出題。
- 問4：「プロジェクトマネジメント」・「サービスマネジメント」・「システム戦略」・「経営戦略・企業と法務」のいずれかから出題。
- 問5：データ構造及びアルゴリズム（必須解答）
- 問6：プログラミング（C言語）
- 問7：プログラミング（Java）
- 問8：プログラミング（Python）
- 問9：プログラミング（アセンブラ言語）
- 問10：プログラミング（表計算）

2級第2部の出題範囲
問1の「情報セキュリティ」および問4の「データ構造及びアルゴリズム」は必須である。
問2および問3は、どちらか1問を選択して解答する。
問5 - 問9のプログラミングに関する問題については、5問中1問を選択する。
- 問1：情報セキュリティ（必須解答）
- 問2：「ソフトウェア・ハードウェア」・「データベース」・「ネットワーク」のいずれかから出題。
- 問3：「プロジェクトマネジメント」・「サービスマネジメント」・「システム戦略」・「経営戦略・企業と法務」のいずれかから出題。
- 問4：データ構造及びアルゴリズム（必須解答）
- 問5：プログラミング（C言語）
- 問6：プログラミング（Java）
- 問7：プログラミング（Python）
- 問8：プログラミング（アセンブラ言語）
- 問9：プログラミング（表計算）

### 合格基準
- 1級および2級では、第1部と第2部の両方とも60%以上の得点率で合格となる。
- 2級では科目合格制度があり、第1部と第2部のどちらか一方だけを科目単位で受験することもできる。
- 3級は60%以上の得点率で合格となる。

### 参考
2019年度第2回（9月）試験までの第2部の試験範囲は以下の通りであった。
国家資格である基本情報技術者試験の制度変更に合わせて、COBOLに関する内容の出題は廃止となる。
1級第2部の出題範囲
問1の「情報セキュリティ」および問6の「データ構造及びアルゴリズム」は必須である。
問2 - 問5は、4問中2問を選択して解答する。
問7 - 問11のプログラミングに関する問題については、5問中1問を選択する。
- 問1：情報セキュリティ
- 問2・問3：ハードウェア・ソフトウェア・データベース・コンピュータネットワーク・ソフトウェア設計のいずれかから出題。
- 問4：マネジメント系（プロジェクトマネジメントまたはサービスマネジメント）
- 問5：ストラテジ系（「システム戦略」または「経営戦略・企業と法務」）
- 問6：データ構造及びアルゴリズム
- 問7：プログラミング（C言語）
- 問8：プログラミング（COBOL）
- 問9：プログラミング（Java）
- 問10：プログラミング（アセンブラ）
- 問11：プログラミング（表計算）

2級第2部の出題範囲
問1の「情報セキュリティ」および問5の「データ構造及びアルゴリズム」は必須である。
問2 - 問4は、3問中2問を選択して解答する。
問6 - 問10のプログラミングに関する問題については、5問中1問を選択する。
- 問1：情報セキュリティ
- 問2・問3：ハードウェア・ソフトウェア・データベース・コンピュータネットワークのいずれかから出題。
- 問4：プロジェクトマネジメント・ITサービスマネジメント・システム戦略・経営戦略・企業と法務のいずれかから出題。
- 問5：データ構造及びアルゴリズム
- 問6：プログラミング（C言語）
- 問7：プログラミング（COBOL）
- 問8：プログラミング（Java）
- 問9：プログラミング（アセンブラ）
- 問10：プログラミング（表計算）

## 実施スケジュール・試験会場
公開試験は年3回実施される。1月下旬・9月中旬頃は全ての級が実施される。6月下旬は2級・3級のみ実施される。
公開会場は札幌市・東京特別区・名古屋市・大阪市・福岡市の全国5都市に設置される。
なお、大学・短期大学・専修学校・高等学校・企業等が団体受験を申し込むこともできる。団体受験の場合、試験日時と会場は個別に設定することができる。

## 国家試験の免除制度
構造改革特別区域における特例処置として認められ、本検定の2級第1部に合格した後、差分講習を受講し、その後の修了試験に合格することで、基本情報技術者試験の午前試験の受験が免除される特典がある。

## シスアド技術者能力認定試験
シスアド技術者能力認定試験（しすあどぎじゅつしゃのうりょくにんていしけん）は、かつてサーティファイが実施していた検定試験である。

エンジニア向けの試験ではなく、ユーザー企業側の情報システム担当者を対象とした試験であり、国家資格の初級システムアドミニストレータ試験（初級シスアド）の前哨戦として受験する者も多かった。

初級シスアドの廃止に伴い、本検定も廃止された。

### 階級
階級は1級 - 3級の3つであった。

このうち1級は初級システムアドミニストレータ試験（初級シスアド）とほぼ同等か、それより少し低い難易度だったと言われている。

### 出題範囲
以下の範囲から幅広い内容が出題されていた。
情報の基礎理論・データ構造とアルゴリズム・ハードウェア・基本ソフトウェア・システム構成と方式・システム開発と運用・ネットワーク技術・データベース技術・セキュリティ・標準化・情報化と経営・表現能力
※ただし、「データ構造とアルゴリズム」に関しては3級では出題されなかった。

### 試験方式
筆記試験である。1級および2級は第1部と第2部の2科目を、3級では第1部のみを受験する。いずれの試験も多岐選択式・マークシート方式である。
第1部
- 問題数はどの級も50問である。
- 初級シスアド試験の午前科目に近い形式である。（ただし初級シスアド試験は試験時間150分と長く、問題数も80問と多い。）

第2部
- 1級および2級で実施される。3級では実施されない。
- 長文形式の大問を5問解答する。
- 初級シスアド試験の午後科目に近い形式である。（ただし初級シスアド試験は試験時間150分と長く、問題数も大問7問と多い。）